# Microhyla rubra
Espèce
Synonymes
- Engystoma rubrum Jerdon, 1854 "1853"
- Copea fulva Steindachner, 1864

Statut de conservation UICN

 LC  : Préoccupation mineure
Microhyla rubra est une espèce d'amphibiens de la famille des Microhylidae.

## Répartition
Cette espèce se rencontre :
- en Inde au Kerala, au Tamil Nadu, à Goa, au Bengale-Occidental et en Assam ;
- en Birmanie dans la région de Magway.

Sa présence est incertaine au Bangladesh et au Népal.

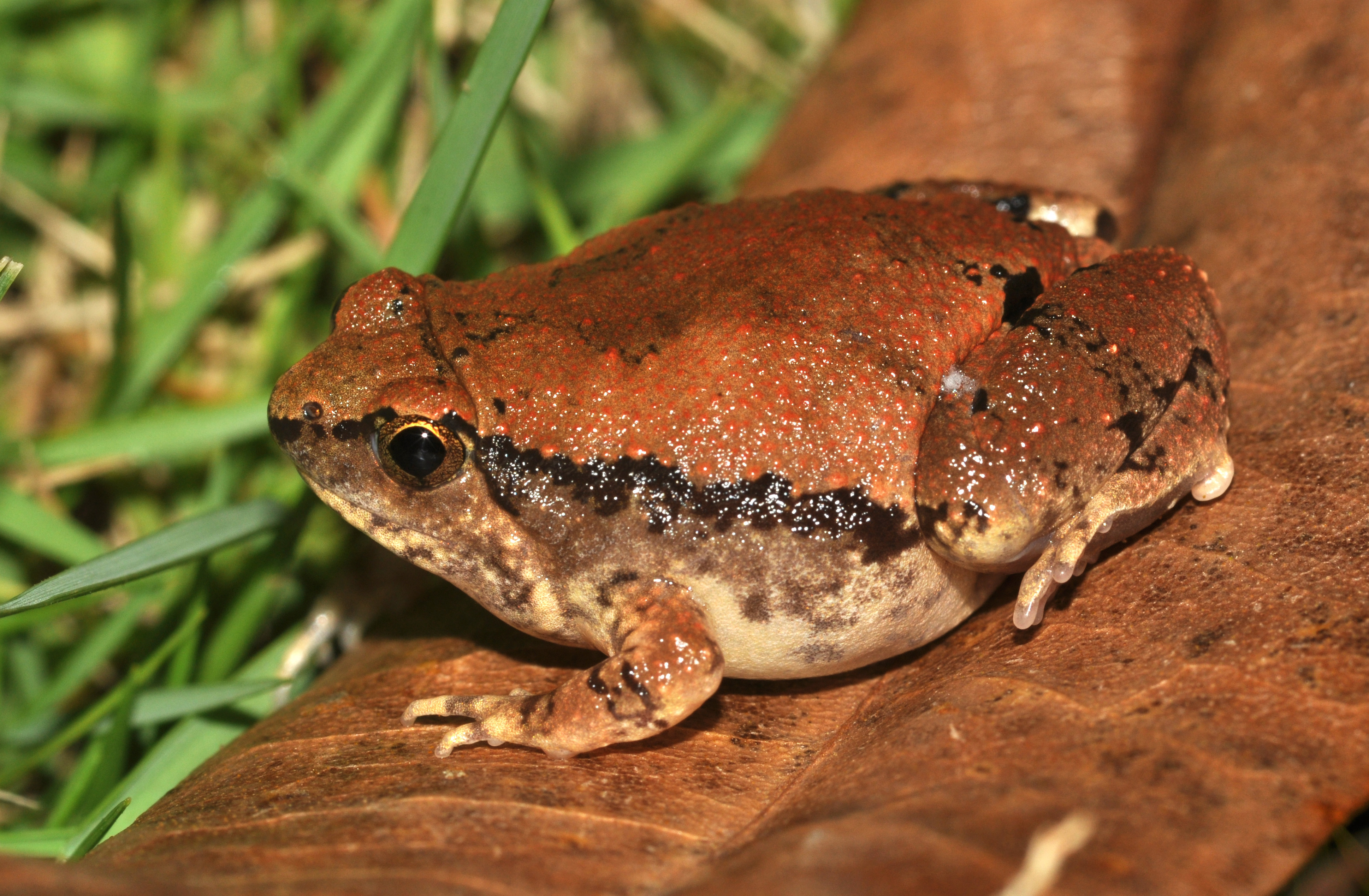
Microhyla rubra de Pondicherry

## Taxinomie
Les spécimens du Sri Lanka ont été placés dans l'espèce Microhyla mihintalei.

## Publications originales
- Jerdon, 1854 "1853" : Catalogue of Reptiles inhabiting the Peninsula of India. Journal of the Asiatic Society of Bengal, vol. 22, p. 522-534 (texte intégral).
- Steindachner, 1864 : Batrachologische Mittheilungen. Verhandlungen der Kaiserlich-Königlichen Zoologisch-Botanischen Gesellschaft in Wien, vol. 14, p. 239–288 (texte intégral).